# Elisabeth Schwarzhaupt

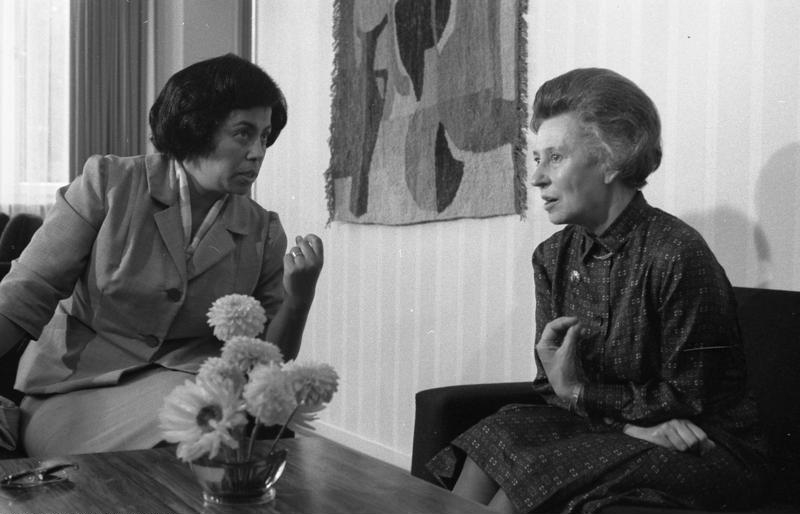
Elisabeth Schwarzhaupt (a la dreta) amb el ministre egipci d'Afers Socials Hikmat Abu Zayd (1963)

Emma Sophie Elisabeth Schwarzhaupt (Frankfurt del Main,7 de gener 1901; † 29 d'octubre de 1986) va ser una política alemanya de la CDU (Unió Demòcrata Cristiana Alemanya). Entre 1961 i 1966 fou ministra de sanitat i, amb açò, la primera dona que es va fer càrrec d'un ministeri alemany.

## Educació i treball
Després de batxillerat Elisabeth Schwarzhaupt va estudiar dret a la Viktoriaschule, avui coneguda com a Bettinaschule, a Frankfurt del Main. L'any 1930 va aprovar el segon examen estatal, amb què culmina la carrera de Dret a Alemanya. Igualment a l'any 1930 va obtenir el doctorat en dret amb la tesi de Les clàusules sobre moneda estrangera en el dret obligacionista alemany. Fins a 1932 va treballar com a assessora per a la protecció jurídica de les dones a Frankfurt del Main. Després d'açò va treballar com a jutgessa d'instrucció a Dormund i Frankfurt del Main. En març de 1933 a causa del decret nacionalsocialista, pel qual cap dona podia treballar al ministeri de justícia, va ser acomiadada.
Després va treballar breument a l'Associació de Pensionistes alemanys a Berlín i finalment des de l'any 1935 com a jurista per al bufet de l'església evangelista de Berlín. L'any 1947 va tornar a Frankurt del Main i va treballar fins al 1953 en l'oficina d'assumptes externs de l'església evangelista, per acabar, va treballar com a membre del alt consell de l'església i gerent del treball de les dones evangelistes.

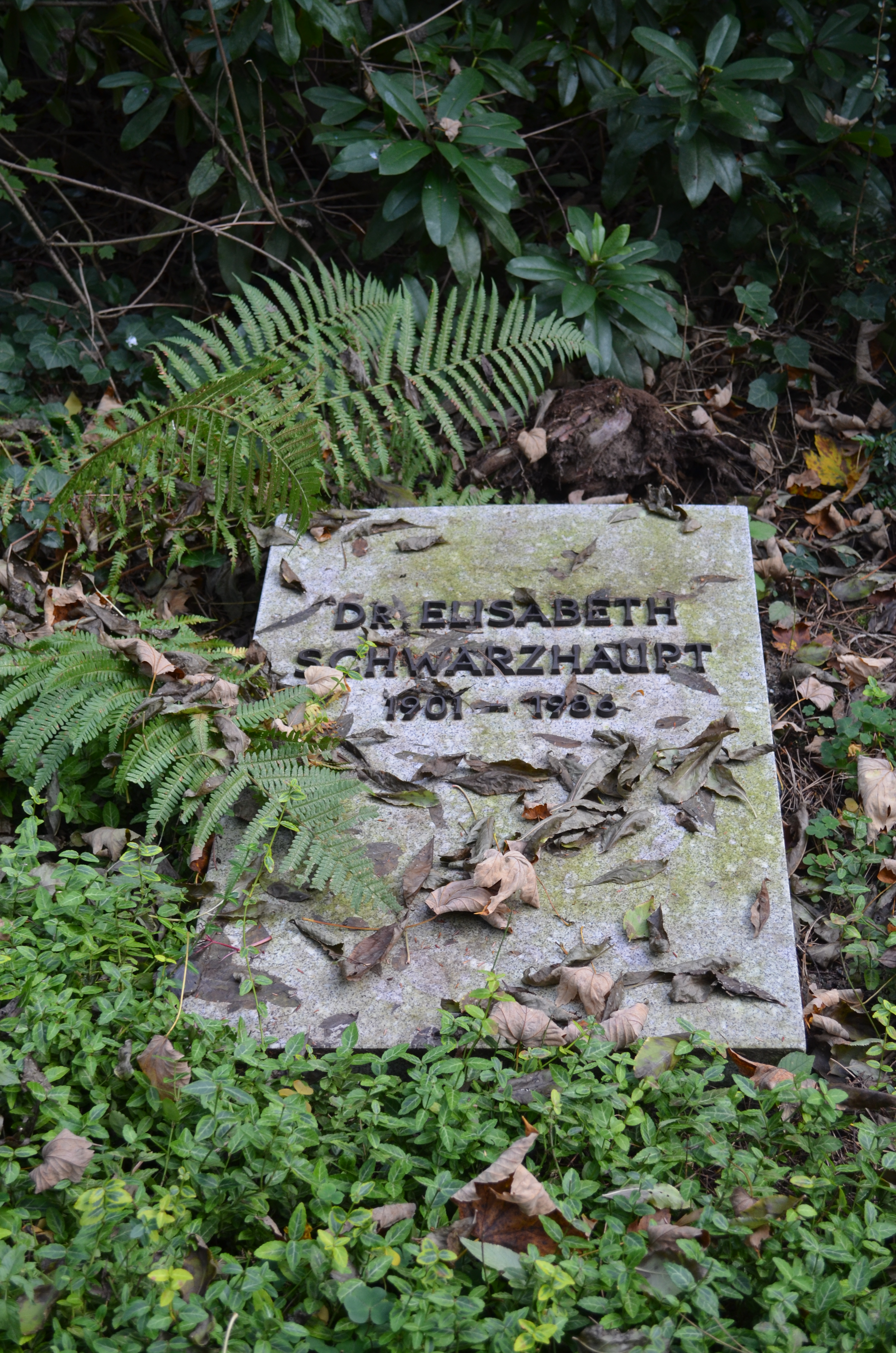
Sepultura al cementiri principal de Frankfurt

Elisabeth Schwarzhaupt, es va convertir el 10 de desembre de 1965 en la primera dona en obtenir la Gran Creu al Mèrit de la República Federal Alemanya, un important reconeixement. Des de 1970 fins 1972 va ser la presidenta del consell de dones alemanyes. Enterrada al cementeri principal de Frankfurt, té una tomba a una zona honorífica del cementeri anomenada Gewann II.

## Política
Elisabeth Schwarzhaupt es va polititzar amb les lectures de “Mein Kampf” d'Adolf Hitler i “Mite del segle XX” d'Alfred Rosenberg. Commocionada per la imatge de la dona que propagava el nacionalsocialisme, va començar a advertir el públic sobre els perills del nazisme, publicant entre d'altres “La posició de la dona en el nacionalsocialisme” de l'any 1932.
Durant la república de Weimar, Elisabeth Schwarzhaupt va donar suport al DVP (Partit Popular Alemany), del qual son pare era membre. Des de 1953, Elisabeth formà part del CDU (Unió Demòcrata Cristiana Alemanya).
Entre 1953 i 1969 va ser membre del Parlament Alemany. Allí, des de 1957 fins a 1961 va ser vicepresidenta en funcions de la fracció del parlament CDU/CSU (Unió Social Cristiana de Baviera). L'any 1957 va ser elegida directament diputada del districte electoral de Wiesbaden.